# Liste der Mitglieder der National Academy of Sciences/1949
Im Jahr 1949 wählte die National Academy of Sciences der Vereinigten Staaten 36 Personen zu ihren Mitgliedern.

## Neugewählte Mitglieder
- George W. Bartelmez (1885–1967)
- Frank A. Beach (1911–1988)
- Robert B. Brode (1900–1986)
- Paul Burkholder (1903–1972)
- Elie Cartan (1869–1951)
- Lowell T. Coggeshall (1901–1987)
- Max Delbruck (1906–1981)
- Paul A. Dirac (1902–1984)
- Robert Elderfield (1904–1979)
- William F. Gibbs (1886–1967)
- William W. Hansen (1909–1949)
- Charles B. Huggins (1901–1997)
- Walter Davis Lambert (1879–1968)
- Howard Lewis (1887–1954)
- Francis W. Loomis (1889–1976)
- Thomas S. Lovering (1896–1991)
- Bernard F. Lyot (1897–1952)
- Saunders Mac Lane (1909–2005)
- Nicholas U. Mayall (1906–1993)
- Samuel M. McElvain (1897–1973)
- Otto Meyerhof (1884–1951)
- John Spangler Nicholas (1895–1963)
- George Pegram (1876–1958)
- Henri Pieron (1881–1964)
- K. S. Pitzer (1914–1997)
- Kenneth B. Raper (1908–1987)
- John L. Savage (1879–1967)
- Carl F. Schmidt (1893–1988)
- Julian Schwinger (1918–1994)
- Harry L. Shapiro (1902–1990)
- Arne Tiselius (1902–1971)
- Oivind Winge (1886–1964)
- Oliver R. Wulf (1897–1987)
- Ralph W. Wyckoff (1897–1994)
- Hideki Yukawa (1907–1981)
- Frederik W. H. Zachariasen (1906–1979)